# Агрыз (станция)
Агрыз — крупная сортировочная станция Ижевского региона Горьковской железной дороги. Расположена в городе Агрызе Республики Татарстан.
Является важным узлом железнодорожных линий на Казань, Екатеринбург, Ижевск и Акбаш. Для приема поездов дальнего следования в восточном и северном направлениях и пригородных (Ижевских) электропоездов используются три платформы с первыми из многочисленных путей, поезда дальнего следования западного направления останавливаются на дальних путях, переход к зданию вокзала по пешеходному путепроводу..
Железнодорожный вокзал станции совмещён с автовокзалом.

## История
Станция и крупные железнодорожные мастерские при ней являются градообразующим предприятием Агрыза, который из небольшого села стал крупным посёлком в связи со строительством Казанбургской железной дороги и основанием на ней данной станции в 1915 году.
Предыдущее небольшое и неотапливаемое здание вокзала на станции было сооружено в 1965 году.
Между двумя остановочными пунктами 3 км и Горочный пост, которые находятся на параллельно идущих в сторону Ижевска линиях, есть отстойник вагонов, где раньше можно было увидеть большое количество «теплушек» и других вагонов довоенной постройки. До начала 1990-х годов в локомотивном депо были 2 маневровых паровоза на ходу.
11 ноября 2003 году совместным финансированием Горьковской ЖД и Татарстана на станции было сооружено и открыто новое здание вокзала с подобным дворцу внешним видом, одно из самых крупных и красивых среди вокзалов в Татарстане и Горьковской ЖД, ставшее одной из главных городских достопримечательностей. Стоимость строительства составила 123 млн рублей. Общая вместимость вокзального комплекса площадью 2125 кв. м составила 3600 человек, в том числе в зале ожидания площадью 1052 кв. м на 400 пассажиров. На первом этаже здания действуют также автобусная станция, багажное отделение, камеры хранения, ресторан, кафе и другие сервисы для пассажиров, на втором этаже — комнаты отдыха и гостиница. Стены здания облицованы мрамором и другим природным камнем, черепичная крыша имеет купола и шпили, пол уложен гранитом. На привокзальной площади был обустроен сквер. Вокзал был открыт 11 ноября 2003 с участием президентов Татарстана и Удмуртии М. Ш. Шаймиева и А. А. Волкова и президента ОАО «Российские железные дороги» Г. М. Фадеева.
В 2012 году в связи с открытием транзитного вокзала Казань-2 на станцию Агрыз со вновь сооружённой мощной насосной станцией и высокотехнологичной мусоросборкой были перенесены заправка водой и утилизация мусора пассажирских поездов.

## Движение поездов
По графику 2021 года через станцию курсируют следующие поезда дальнего следования:

### Круглогодичное движение поездов
| № поезда                | Маршрут движения            | № поезда                | Маршрут движения            |
| ----------------------- | --------------------------- | ----------------------- | --------------------------- |
| 15 «Урал»               | Екатеринбург — Москва       | 16 «Урал»               | Москва — Екатеринбург       |
| 25 «Двухэтажный состав» | Ижевск — Москва             | 26 «Двухэтажный состав» | Москва — Ижевск             |
| 51                      | Ижевск — Нижний Новгород    | 52                      | Нижний Новгород — Ижевск    |
| 59 «Тюмень»             | Нижневартовск — Москва      | 60 «Тюмень»             | Москва — Нижневартовск      |
| 75                      | Омск — Симферополь          | 76                      | Симферополь — Омск          |
| 81                      | Улан-Удэ — Москва           | 82                      | Москва — Улан-Удэ           |
| 89                      | Петропавловск — Москва      | 90                      | Москва — Петропавловск      |
| 95                      | Барнаул — Москва            | 96                      | Москва — Барнаул            |
| 107                     | Нижневартовск — Волгоград   | 108                     | Волгоград — Нижневартовск   |
| 112/111                 | Круглое Поле — Москва       | 112/111                 | Москва — Круглое Поле       |
| 115                     | Томск — Адлер               | 116                     | Адлер — Томск               |
| 117                     | Новокузнецк — Москва        | 118                     | Москва — Новокузнецк        |
| 127/128                 | Ижевск — Екатеринбург       | 127/128                 | Екатеринбург — Ижевск       |
| 135                     | Барнаул — Москва            | 136                     | Москва — Барнаул            |
| 139                     | Барнаул — Адлер             | 140                     | Адлер — Барнаул             |
| 303                     | Алма-Ата — Казань           | 304                     | Казань — Алма-Ата           |
| 315                     | Ташкент — Казань            | 316                     | Казань — Ташкент            |
| 325                     | Пермь — Новороссийск        | 326                     | Новороссийск — Пермь        |
| 335                     | Екатеринбург — Новороссийск | 336                     | Новороссийск — Екатеринбург |
| 353                     | Пермь — Адлер               | 354                     | Адлер — Пермь               |
| 377                     | Новый Уренгой — Казань      | 378                     | Казань — Новый Уренгой      |
| 397                     | Киров — Казань              | 398                     | Казань — Киров              |
| 445                     | Екатеринбург — Кисловодск   | 446                     | Кисловодск — Екатеринбург   |

### Сезонное движение поездов
| № поезда | Маршрут движения                              | № поезда | Маршрут движения                              |
| -------- | --------------------------------------------- | -------- | --------------------------------------------- |
| 233      | Екатеринбург — Имеретинский курорт            | 234      | Имеретинский курорт — Екатеринбург            |
| 451      | Ижевск — Адлер                                | 452      | Адлер — Ижевск                                |
| 497      | Ижевск — Адлер                                | 498      | Адлер — Ижевск                                |
| 507      | Ижевск — Новороссийск                         | 508      | Новороссийск — Ижевск                         |
| 515      | Ижевск — Анапа                                | 516      | Анапа — Ижевск                                |
| 521      | Приобье — Новороссийск                        | 522      | Новороссийск — Приобье                        |
| 591      | Приобье — Пермь — Анапа                       | 592      | Анапа — Пермь — Приобье                       |
| 595      | Новый Уренгой — Тюмень — Екатеринбург — Анапа | 596      | Анапа — Екатеринбург — Тюмень — Новый Уренгой |

Все пригородные железнодорожные перевозки по станции осуществляются пригородной пассажирской компанией «Содружество». Останавливаются все пригородные поезда, следующие из Ижевска до конечных станций Кизнер, Вятские Поляны, Казань-Пассажирская (экспресы, по билетам пригородного тарифа) Янаул, Красноуфимск, Сайгатка (Чайковский), Нижнекамск и обратно.

## Галерея
- Здание вокзала. Общий вид на левое крыло фронтисписа.
- Здание вокзала. Общий вид на правое крыло фронтисписа.
- Общий вид станции
- Зал ожидания вокзала
- Кассы вокзала